# Tomasz Malinowski (poseł)
Tomasz Hieronim Malinowski (ur. 6 stycznia 1921 w Księżomierzu, zm. 26 lutego 2013 w Poznaniu) – polski inżynier rolniczy, polityk i działacz ludowy, wieloletni poseł na Sejm Polskiej Rzeczypospolitej Ludowej. W czasie II wojny światowej żołnierz Batalionów Chłopskich, ostatecznie awansowany do stopnia pułkownika ludowego Wojska Polskiego. Po wojnie z ramienia Zjednoczonego Stronnictwa Ludowego poseł na Sejm PRL II, III, IV i V kadencji (1957–1971).

## Życiorys
Syn Józefa. W okresie II wojny światowej przebywał początkowo w Warszawie, gdzie włączył się w struktury ruchu oporu jako kolporter prasy podziemnej. Jednocześnie uczył się w jawnym trzyletnim liceum technicznym. Po jego ukończeniu w lutym 1942 powrócił w rodzinne strony, gdzie wstąpił w szeregi Batalionów Chłopskich. Jako szeregowy żołnierz oddziału specjalnego obwodu Kraśnik Okręgu Lubelskiego Batalionów Chłopskich brał udział w akcjach bojowych i dywersyjnych. Po przejściu frontu i zajęciu Lubelszczyzny przez Armię Czerwoną w 1944 dołączył do II Armii Wojska Polskiego, w szeregach której przeszedł cały szlak bojowy zakończony operacjami łużycką i praską. Po zakończeniu wojny pozostał w wojsku do 1947. Zwolniony ze służby w stopniu majora, osiedlił się w Poznaniu .
Tam został kierownikiem wydziału ekonomiczno-rolnego Zarządu Wojewódzkiego Stronnictwa Ludowego, do jego zadań należało wspieranie odbudowy spółdzielczości na terenach wiejskich. Rok później został sekretarzem wojewódzkiego oddziału Związku Samopomocy Chłopskiej, jednocześnie pełniąc funkcję społecznego wiceprezesa lokalnych struktur Zjednoczonego Stronnictwa Ludowego (w skład którego w 1949 weszło SL). W połowie 1953 lokalni działacze ZSL zgłosili jego kandydaturę na stanowisko wiceprzewodniczącego poznańskiej Wojewódzkiej Rady Narodowej. Na stanowisku tym pracował przez osiem kolejnych lat .
W 1957 został posłem na Sejm PRL z ramienia ZSL. W II i III kadencji pełnił funkcję przewodniczącego Komisji Rolnictwa i Przemysłu Rolno-Spożywczego Przez kolejne dwie kadencje był przewodniczącym podkomisji odpowiedzialnej za rolnictwo, leśnictwo i przemysł spożywczy działającej w ramach Komisji Planu Gospodarczego, Budżetu i Finansów .
W lutym 1961 został prezesem Wojewódzkiego Związku Kółek Rolniczych. W ramach WZKR zajmował się rozwojem organizacji samopomocowych, samokształceniowych i struktur doradztwa rolniczego. Wspierał też amatorskie zespoły folklorystyczne i Koła Gospodyń Wiejskich, za jego prezesury WZKR wzbogacił się także o ośrodek szkoleniowo-wypoczynkowy w Dymaczewie Nowym .
Po zakończeniu kariery sejmowej w 1972 wrócił do Poznania, gdzie początkowo pracował w Wojewódzkim Komitecie ZSL, a po wprowadzeniu w życie w 1975 reformy administracyjnej dzielącej województwo poznańskie został prezesem wojewódzkiego komitetu w Koninie. Funkcję tę piastował do przejścia na emeryturę w 1981 .
Do 2003 pełnił obowiązki prezesa wielkopolskiego koła Stowarzyszenia Naukowego Inżynierów i Techników Rolnictwa, w 2003 został także prezesem lokalnego oddziału Ogólnopolskiego Związku Żołnierzy Batalionów Chłopskich. Funkcję tę pełnił do śmierci, zmarł 26 lutego 2013  .
Za pracę na rzecz spółdzielczości i społeczeństwa otrzymał siedem odznaczeń regionalnych, a także Medal 10-lecia Polski Ludowej (1955), Złoty Krzyż Zasługi (1954), Krzyż Kawalerski i Krzyż Oficerski Orderu Odrodzenia Polski, Order Sztandaru Pracy II klasy oraz pamiątkowe odznaczenia ruchu ludowego: Medal „Za zasługi dla Ruchu Ludowego” im. Wincentego Witosa i Medal Stanisława Mikołajczyka. Za dokonania w czasie II wojny światowej otrzymał także Krzyż Walecznych, Krzyż Partyzancki, Krzyż Batalionów Chłopskich i wiele innych odznaczeń . W 1999 z żoną Walentyną zostali odznaczeni Medalem za Długoletnie Pożycie Małżeńskie.
Został pochowany na cmentarzu Junikowo w Poznaniu.